# Louis Charles Antoine Desaix
Louis Charles Antoine Desaix (Ayat-sur-Sioule, 17 de agosto de 1768 - Marengo, 14 de junio de 1800) fue un jefe militar francés. (A veces, se lo llama Desaix de Veygoux, pero no es su verdadero nombre).

## Biografía
Nacido en el seno de una familia noble empobrecida, recibió educación militar en la escuela fundada por el Mariscal d'Effiat, y entró en el Ejército Real Francés. Durante sus primeros seis años de servicio se dedicó por completo a su deber y a los estudios militares. Al estallar la Revolución francesa se lanzó a la causa de la libertad. Rehusando emigrar, se unió al personal al mando del general Charles Leonce Victor, Duque de Broglie. La caída en desgracia de este general casi le cuesta la vida, pero escapó de la guillotina, y por sus destacados servicios pronto obtuvo el favor del gobierno republicano. Como muchos otros miembros de la vieja clase dirigente que aceptaron el nuevo orden, el instinto de mando, unido a su habilidad natural, llevó a Desaix al éxito en su carrera. En 1794 alcanzó el rango de general de división.
En la campaña de 1795 comandó el ala derecha de Jean-Baptiste Jourdan, y en la invasión de Baviera por Moreau del año siguiente obtuvo un mando igualmente importante. En la retirada provocada cuando el Archiduque Carlos ganó la Batalla de Amberg y la Batalla de Würzburg, Desaix comandó la retaguardia de Moreau, y después la fortaleza de Kehl, con la más alta distinción, y su nombre se convirtió en un talismán como los de Napoleón, Jourdan, Hoche, Marceau y Kléber.
Sus éxitos iniciales al año siguiente fueron interrumpidos por las Preliminares de Leoben, y se procuró para sí mismo una misión en Italia para conocer al general Bonaparte, quien hizo lo posible por atraer al brillante joven general desde los campos casi rivales de Alemania. Nombrado provisionalmente comandante del «Ejército de Inglaterra», Desaix fue transferido seguidamente por Bonaparte a la fuerza expedicionaria preparada para ir a Egipto. Fue su división la que rompió el frente de ataque de los mamelucos en la Batalla de las Pirámides, y coronó su reputación por sus victorias sobre Murad Bey, en el Alto Egipto. Entre los «fellahen» adquirió el significativo nombre de «El Sultán Justo».

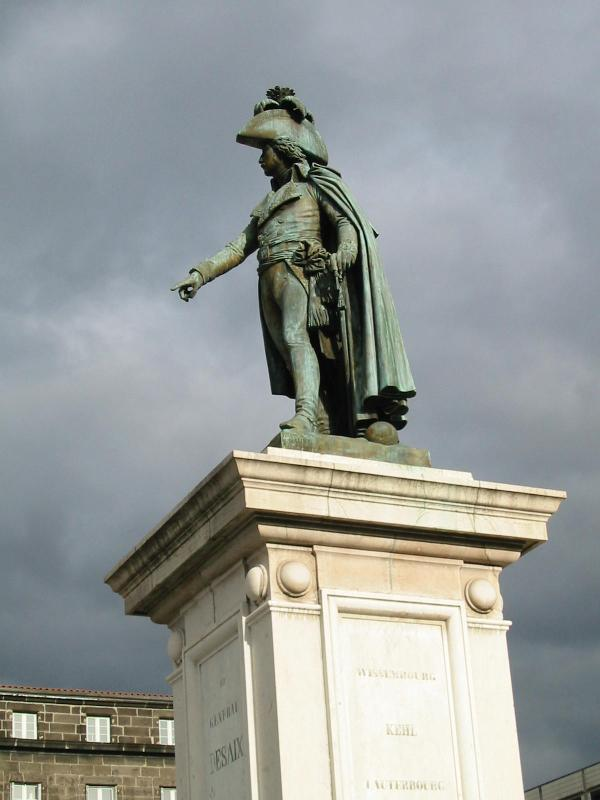
Estatua de Desaix en la Place de Jaude, en Clermont-Ferrand.

Cuando el mando de la campaña pasó a Kléber, Desaix fue de la pequeña partida que acompañó a Napoleón. Sin embargo, pasaron meses antes de que pudiera reunirse con el nuevo primer cónsul. La campaña de 1800 estaba a punto de llegar a su punto álgido cuando Desaix finalmente llegó a Italia. Fue asignado inmediatamente al mando de un cuerpo de dos divisiones de infantería.
Tres días después, el 14 de junio, aislado con la división de Boudet en Rivalta, oyó los cañones de la Batalla de Marengo a su derecha. Tomando la iniciativa, marchó hacia el sonido, encontrándose con el oficial de enlace de Bonaparte que venía a pedir su ayuda a mitad del camino.
Llegó con la división Boudet en un momento en que las fuerzas austriacas ganaban la batalla a lo largo de toda la línea del frente. Exclamando «¡Todavía hay tiempo de ganar otra batalla!», lideró sus tres regimientos directamente contra el centro del enemigo. En el momento de la victoria, Desaix moría por un disparo de mosquete.
Napoleón le rindió tributo erigiéndole monumentos en la Plaza del Delfín y en la Plaza de las Victorias en París y dio su nombre a un barco construido el año siguiente y que combatió contra los ingleses en la Bahía de Algeciras el 7 de julio de 1801. Más aún, su nombre fue tallado en el Arco del Triunfo, junto con otras grandes figuras militares de la Revolución francesa.